# Drusila (hija de Herodes Agripa)

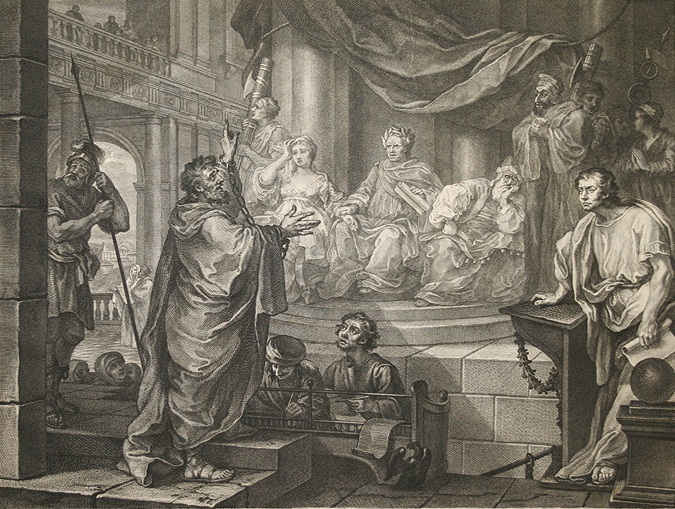
William Hogarth, Pablo ante Félix, 1752. Drusila está sentada a la derecha de Félix.

Julia Drusila (en griego: Δρούσιλλα; 38 d. C., 25 de agosto de 79 d. C.) era hija de Herodes Agripa, rey de Judea y Cipros y hermana de Berenice, Mariamne y Herodes Agripa II. Su hijo, Agripa, fue una de las pocas personas conocidas por su nombre que murieron en la erupción del Vesubio.

## Vida

### Primer matrimonio
Su padre la había desposado con Cayo Julio Arquelao Antíoco Epífanes, primer hijo del rey Antíoco IV de Comagene, con la estipulación de su padre de que Epífanes debía abrazar la religión judía, pero el matrimonio aún no se había contraído a la muerte de su padre en Cesarea Marítima en el año 44. Según Josefo, a la muerte de Agripa, el populacho "echó sobre el difunto tales reproches que no conviene hablar de ellos; y muchos de los que entonces eran soldados, que eran un gran número, fueron a su casa y se apresuraron a llevarse las estatuas de las hijas de [Agripa I], y todos a la vez las llevaron a los burdeles, y cuando las hubieron colocado en los tejados de los burdeles, abusaron de ellas hasta el límite de sus fuerzas, y les hicieron cosas demasiado indecentes para ser relatadas".
Una vez que al hermano de Drusila, Herodes Agripa II, le fue asignada la tetrarquía de Herodes Filipo I (junto con Batanea, Traconites y Abila) hacia 49/50, rompió su compromiso y la dio en matrimonio a Cayo Julio Azizus, Rey sacerdote de Emesa, que había consentido en ser circuncidado.

### Matrimonio con Antonio Félix
Parece ser que fue poco después de contraer su primer matrimonio cuando Antonio Félix, el procurador de Judea romano, conoció a Drusila, probablemente en la corte de su hermano (Berenice, la hermana mayor, vivía con su hermano en esa época, y se cree que Drusila también). Félix quedó impresionado por su gran belleza y decidió convertirla en su (segunda) esposa. Para convencerla, judía practicante, de que se divorciara de su marido y se casara con él, pagano, envió a un emisario para que abogara por él.

En cuanto al matrimonio de Drusila con Azizus, no tardó mucho en disolverse en la siguiente ocasión: Mientras Félix era procurador de Judea, vio a esta Drusila, y se enamoró de ella; pues, en efecto, excedía a todas las demás mujeres en belleza; y le envió a una persona cuyo nombre era Simón (Nota: en algunos manuscritos, Atomos), un judío amigo suyo, de nacimiento chipriota, que pretendía ser mago. Simón trató de persuadirla para que abandonara a su actual marido y se casara con Félix, y le prometió que, si no rechazaba a Félix, la haría una mujer feliz. En consecuencia, ella actuó imprudentemente y, porque anhelaba evitar la envidia de su hermana Berenice (porque Drusila era muy maltratada por Berenice a causa de la belleza de Drusila) fue convencida de transgredir las leyes de sus antepasados, y casarse con Félix; y cuando tuvo un hijo de ella, lo llamó Agripa. Pero la manera en que ese joven, con su esposa [o "con la mujer"], pereció en la conflagración del monte Vesubio, en los días de Tito César, será relatada más adelante.

Tenía unos veintidós años cuando apareció al lado de Félix, durante el cautiverio de San Pablo en Cesarea, ya que el Libro de los Hechos 24:24 informa de que Varios días después Félix volvió [de nuevo al tribunal] con su mujer Drusila, que era judía.
El Libro de los Hechos no da más información sobre su vida posterior, pero Josefo afirma que tuvieron un hijo llamado Marco Antonio Agripa. Su hijo pereció con la mayoría de las poblaciones de Pompeya y Herculano en la erupción del monte Vesubio en el año 79 d. C., Josefo dice "σὺν τῇ γυναικὶ", que se ha interpretado como "con su esposa", o alternativamente "con la mujer", a saber, Drusila.